# رشنی چوپرا
رشنی چوپرا (انگلیسی: Roshni Chopra؛ زادهٔ ۲ نوامبر ۱۹۸۰) هنرپیشه، مدل و مجری تلویزیونی اهل هند است.